# Andrei Burcă
Andrei Burcă (n. 15 aprilie 1993, Bacău, România) este un fotbalist român, care joacă pe post de fundaș central la Baniyas SC⁠(d) în UAE Football League. Pe plan internațional, are prezențe la națională pentru România.

## Palmares
CFR Cluj
- Liga I (3): 2019–2020, 2020–2021, 2021–2022
- Supercupa României (1): 2020